# U.S. Pro Tennis Championships 1976
Lo U.S. Pro Tennis Championships 1976  è stato un torneo di tennis giocato sulla terra rossa. È stata la 49ª edizione del torneo, che fa parte del Commercial Union Assurance Grand Prix 1976. Il torneo si è giocato al Longwood Cricket Club di Boston negli USA, dal 23 al 29 agosto 1976.

## Campioni

### Singolare maschile
Björn Borg ha battuto in finale  Harold Solomon con il punteggio di 6–7, 6–4, 6–1, 6–2

### Doppio maschile
Ray Ruffels /  Allan Stone hanno battuto in finale  Mike Cahill /  John Whitlinger con il punteggio di 3–6, 6–3, 7–6